# 会津下郷駅
会津下郷駅（あいづしもごうえき）は、福島県南会津郡下郷町大字豊成字下モにある会津鉄道会津線の駅である。

## 歴史
- 1934年（昭和9年）12月27日 - 国有鉄道会津線の楢原駅（ならはらえき）として開業[1]。駅名は当時の所在地楢原村に由来。
- 1971年（昭和46年）8月29日 - 貨物取扱廃止[1]。
- 1984年（昭和59年）2月1日 - 荷物扱い廃止[1]。
- 1987年（昭和62年）
  - 4月1日 - 国鉄分割民営化により東日本旅客鉄道（JR東日本）の駅となる[1]。
  - 7月16日 - 会津鉄道転換と同時に会津下郷駅に改称[1]。

## 駅構造
島式ホーム1面2線の地上駅。側線もある。木造駅舎を有する。駅舎は国鉄から引き継がれたもの。簡易委託駅であり、下郷町観光公社が受託している（休日は営業を休む）。
駅名標には「会津のこころと自然をむすぶ」と書かれている。

### のりば
| ホーム | 路線    | 方向 | 行先                         |
| ------ | ------- | ---- | ---------------------------- |
| 駅舎側 | ■会津線 | 下り | 会津田島・会津高原尾瀬口方面 |
| 反対側 | ■会津線 | 上り | 会津若松・喜多方方面         |

## 利用状況
- 会津鉄道 - 2015年度の1日平均乗車人員は98人であった[2]。

| 乗車人員推移 | 乗車人員推移     |
| 年度         | 一日平均乗車人員 |
| ------------ | ---------------- |
| 2000         | 214              |
| 2001         | 195              |
| 2002         | 184              |
| 2003         | 159              |
| 2004         | 156              |
| 2005         | 148              |
| 2006         | 134              |
| 2007         | 126              |
| 2008         | 110              |
| 2009         | 110              |
| 2010         | 107              |
| 2011         | 96               |
| 2012         | 96               |
| 2013         | 107              |
| 2014         | 99               |
| 2015         | 98               |

## 駅周辺
- 楢原郵便局
- 下郷町役場
- 下郷町立楢原小学校
- 下郷町立下郷中学校
- 阿賀川（大川）
- 国道121号
- 福島県道217号会津下郷停車場線
- 旭ダム

## バス路線

### 会津下郷駅
| 乗場                                               | 主要経由地                     | 行先                                          | 運行会社       | 備考       |
| -------------------------------------------------- | ------------------------------ | --------------------------------------------- | -------------- | ---------- |
|                                                    | 落合入口、長野駅前、会津田島駅 | 県立南会津病院                                | 会津乗合自動車 | 土休日運休 |
| 下郷中学校、旭田小学校前、養鱒公園駅、十文字上     | 会津下郷駅（循環）             | 土休日運休                                    | 会津乗合自動車 |            |
| 下郷中学校、旭田小学校前、旭田郵便局前             | 南倉沢                         | 土休日運休 下郷中学校は一部通過               | 会津乗合自動車 |            |
| 下郷中学校、旭田小学校前、中妻中央、湯の上温泉駅前 | 枝松                           | 土休日運休 旭田小学校前は一部通過             | 会津乗合自動車 |            |
| 下郷中学校、成岡下、沢口                           | 戸赤                           | 土休日運休 下郷中学校は一部通過               | 会津乗合自動車 |            |
| 大内上、湯野上温泉駅、塔のへつり                   | 会津下郷駅（循環）             | 《会津下郷観光循環バス》 4 - 11月の土休日運転 | 会津乗合自動車 |            |
| 養鱒公園いこいの広場、金子牧場入口                 | 会津下郷駅（循環）             | 《会津下郷観光循環バス》 4 - 11月の土休日運転 | 会津乗合自動車 |            |

### 会津下郷駅入口
| 乗場 | 系統 | 主要経由地                                 | 行先           | 運行会社       | 備考       |
| ---- | ---- | ------------------------------------------ | -------------- | -------------- | ---------- |
|      |      | 落合入口、長野駅前、会津田島駅             | 県立南会津病院 | 会津乗合自動車 | 土休日運休 |
|      |      | 下郷中学校入口、弥五島駅前、湯の上温泉駅前 | 小沼崎         | 会津乗合自動車 | 土休日運休 |

## 隣の駅
会津鉄道
■会津線
□快速「リレー号」（会津若松行きのみ運転）
塔のへつり駅 ← 会津下郷駅 ← 会津田島駅
□快速「AIZUマウントエクスプレス」・□快速（無愛称の会津若松行き）・■普通（「リレー号」含む）
弥五島駅 - 会津下郷駅 - ふるさと公園駅